# Arques, Pas-de-Calais
Arques är en kommun i departementet Pas-de-Calais i regionen Hauts-de-France i norra Frankrike. Kommunen ligger i kantonen Arques som tillhör arrondissementet Saint-Omer. År 2022 hade Arques 9 526 invånare.

## Befolkningsutveckling
Antalet invånare i kommunen Arques
| Referens: INSEE |